# Hal Film Maker
Hal Film Maker (株式会社ハルフィルムメーカー Kabushiki gaisha Haru Firumu Mēkā?) fue un estudio de animación japonés fundado en agosto de 1993 por el antiguo personal de Toei Animation, y cerrado en 2009. 

## Historia
Después de trabajar en Toei Animation, Katsunori Haruta fundó el estudio Hal Film Maker, que comenzó en lo que era preproducción. El estudio colaboró por primera vez con el Studio Junio y en 1997 estrenó su primera producción real, Saber Marionette J Again, una serie de seis OVAs. El estudio más tarde produjo numerosas series incluyendo los dos primeros álbumes de la saga Aria, que siguió siendo uno de sus mayores éxitos.
En 2003, TYO Production adquirió el 85% de Hal Film Maker, convirtiéndose en su filial. TYO ya poseía el 80% del estudio Yumeta. Ese mismo año aumenta el capital a 10 millones de yenes y se reorganiza a sociedad anónima
La compañía matriz de Hal Film Maker, TYO Inc. fusionó sus dos subsidiarias de estudio de anime (Yumeta Company y Hal Film Maker) el 1 de julio de 2009. Yumeta Company absorbió Hal Film Maker y cambió su nombre a TYO Animations..

## Producciones
| Título                                | Año de estreno | Episodios | Nota                                                                                            |
| ------------------------------------- | -------------- | --------- | ----------------------------------------------------------------------------------------------- |
| Saber Marionette J                    | 1996           | 25        |                                                                                                 |
| Saber Marionette J to X               | 1998           | 26        |                                                                                                 |
| Boys Be...                            | 2000           | 13        |                                                                                                 |
| Gravitation                           | 2000           | 13        | Coproducción con Studio DEEN, SPE Visual Works y Sony Magazines                                 |
| Strange Dawn                          | 2000           | 13        |                                                                                                 |
| Prétear                               | 2001           | 13        |                                                                                                 |
| Shiawase Sou no Okojo-san             | 2001           | 51        | Coproducción con Radix                                                                          |
| Sister Princess                       | 2001           | 26        | Coproducción con Zexcs                                                                          |
| Princess Tutu                         | 2002           | 26        |                                                                                                 |
| Seven of Seven                        | 2002           | 25        |                                                                                                 |
| King of Bandit Jing                   | 2002           | 13        | Coproducción con Studio DEEN                                                                    |
| Full Metal Panic!                     | 2002           | 24        | Coproducción con Gonzo                                                                          |
| Kaleido Star                          | 2003           | 51        | Coproducción con Gonzo y G&G Entertainment                                                      |
| Happy Lesson Advance                  | 2003           | 13        | Coproducción con Studio Hibari                                                                  |
| Chrono Crusade                        | 2003           | 24        | Coproducción con Gonzo                                                                          |
| Black Jack                            | 2004           | 61        | Coproducción con Tezuka Productions                                                             |
| Uta Kata                              | 2004           | 12        | Coproducción con Bandai Visual.                                                                 |
| Fushigiboshi no Futagohime            | 2005           | 51        | Coproducción con J.C.Staff.                                                                     |
| Aria the Animation                    | 2005           | 13        |                                                                                                 |
| Fushigiboshi no Futagohime Gyu!       | 2006           | 52        | Coproducción con J.C.Staff.                                                                     |
| The Good Witch of the West            | 2006           | 16        |                                                                                                 |
| Aria the Natural                      | 2006           | 26        |                                                                                                 |
| Ōban Star-Racers                      | 2006           | 26        |                                                                                                 |
| Ōban Star-Racers                      | 2006           | 26        | Sav! The World Productions (Producción) HAL Film Maker (Animación 2D) Pumpkin 3D (Animación 3D) |
| Gintama                               | 2006           | 201       | Coproducción con Sunrise                                                                        |
| Tokyo Style                           | 2006           | 11        | Coproducción con Gallop                                                                         |
| Chocotto Sister                       | 2006           | 24        | Coproducción con Nomad                                                                          |
| Kishin Taisen Gigantic Formula        | 2007           | 26        | Coproducción con Brain's Base                                                                   |
| Saint Beast: Kouin Jojishi Tenshi Tan | 2007           | 13        | Coproducción con Tokyo Kids y Wonderfarm                                                        |
| Romeo × Juliet                        | 2007           | 24        | Coproducción con Gonzo                                                                          |
| Kaze no shōjo Emirī                   | 2007           | 26        | Coproducción con TMS Entertainment                                                              |
| Hero Tales                            | 2007           | 26        | Coproducción con Studio Flag                                                                    |
| Night Wizard!                         | 2007           | 13        |                                                                                                 |
| Sketchbook ~full color's~             | 2007           | 13        |                                                                                                 |
| Aria the Origination                  | 2008           | 13        |                                                                                                 |
| Someday's Dreamers: Summer Skies      | 2008           | 12        |                                                                                                 |
| Kemeko Deluxe!                        | 2008           | 12        |                                                                                                 |
| Skip Beat!                            | 2008           | 25        |                                                                                                 |
| Porphy no Nagai Tabi                  | 2008           | 52        | Coproducción con Nippon Animation                                                               |
| ×××HOLiC: Kei                         | 2008           | 13        | Coproducción con Production I.G                                                                 |
| Kannagi: Crazy Shrine Maidens         | 2008           | 13        | Coproducción con A-1 Pictures                                                                   |
| Soul Eater                            | 2009           | 51        | Coproducción con BONES                                                                          |
| Birdy the Mighty: Decode              | 2009           | 26        | Coproducción con A-1 Pictures                                                                   |
| Pandora Hearts                        | 2009           | 25        | Coproducción con XEBEC                                                                          |
| Shangri-La                            | 2009           | 24        | Coproducción con Gonzo                                                                          |
| Anyamaru Tantei Kiruminzuu            | 2009           | 50        | Coproducción con Satelight y JM Animation                                                       |
| Sora no Otoshimono                    | 2009           | 13        | Coproducción con AIC A.S.T.A.                                                                   |
| Kannagi: Crazy Shrine Maidens         | 2009           | 13        | Coproducción con A-1 Pictures y Ordet                                                           |
| B Gata H Kei                          | 2010           | 12        |                                                                                                 |

#### Especiales
| Título                                                     | Año de estreno | Episodios |
| ---------------------------------------------------------- | -------------- | --------- |
| Princess Tutu Recaps                                       | 2002           | 3         |
| DearS: Kin no Tama desu no?                                | 2005           | 1         |
| Uta Kata Special                                           | 2005           | 1         |
| Aria The Natural: Sono Futatabi Deaeru Kiseki ni...        | 2006           | 1         |
| Sketchbook: Full Color's Picture Drama                     | 2008           | 6         |
| Aria The Origination Picture Drama                         | 2008           | 7         |
| Aria The Origination: Sono Choppiri Himitsu no Basho ni... | 2008           | 1         |
| Kemeko Deluxe!: Izumi-chan, Fukenkou yo! (Kari)            | 2008           | 1         |

### OVAs
| Título                                                      | Año de estreno | Episodios | Nota                                                   |                             |
| ----------------------------------------------------------- | -------------- | --------- | ------------------------------------------------------ | --------------------------- |
| 3×3 Eyes: Legend of the Divine Beast                        | 1995           | 3         | Toei Animation (producción) Hal Film Maker (animación) |                             |
| Saber Marionette J Again                                    | 1997           | 6         |                                                        |                             |
| Macross Dynamite 7                                          | 1997           | 4         | Coproducción con Production Reed                       |                             |
| Angel Sanctuary                                             | 2000           | 3         |                                                        |                             |
| Heart Cocktail Again                                        | 2003           | 1         |                                                        |                             |
| Ghost Talker's Daydream                                     | 2004           | 4         |                                                        |                             |
| Kaleido Star: Aratanaru Tsubasa - Extra Stage               | 2004           | 1         | Coproducción con Gonzo                                 |                             |
| Kaleido Star: Legend of Phoenix - Layla Hamilton Monogatari | 2005           | 1         | Coproducción con Gonzo                                 |                             |
| Bokusatsu Tenshi Dokuro-chan                                | 2005           | 4         |                                                        |                             |
| Kaleido Star: Good da yo! Goood!!                           | 2006           | 1         |                                                        |                             |
| Fushigiboshi no☆Futagohime Gyu! Recap                       | 2006           | 1         | 2006                                                   | Coproducción con J.C.Staff. |
| Bokusatsu Tenshi Dokuro-chan 2                              | 2007           | 2         | 2006                                                   | Coproducción con J.C.Staff. |
| Aria the OVA: Arietta                                       | 2007           | 1         |                                                        |                             |
| Yotsunoha                                                   | 2008           | 2         |                                                        |                             |
| Tamayura                                                    | 2010           | 4         |                                                        |                             |

| Título                                          | Año de estreno | Nota                               |
| ----------------------------------------------- | -------------- | ---------------------------------- |
| Gekijouban Macross 7: Ginga ga Ore wo Yondeiru! | 1995           | Coproducción con Ashi Productions  |
| Slayers Premium                                 | 2001           |                                    |
| Lupin the 3rd vs. Detective Conan               | 2009           | Coproducción con TMS Entertainment |